# Società Consortile Alessandrina Trasporti

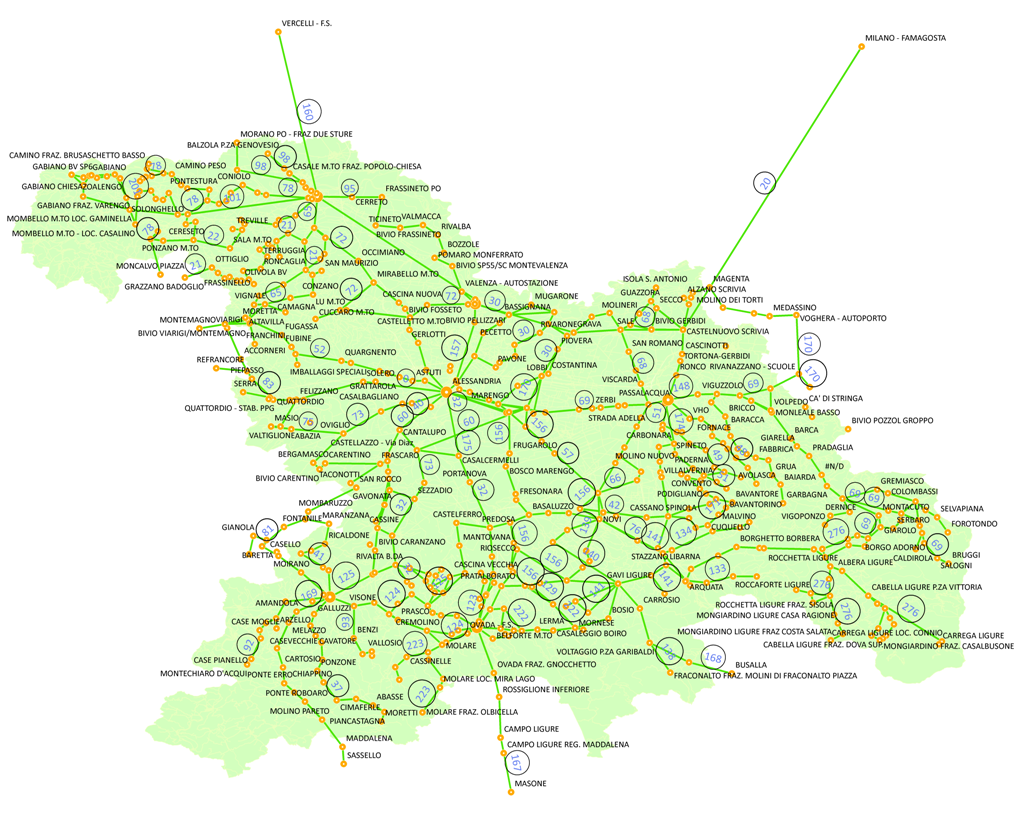
Linee servite dal Consorzio

La Società Consortile Alessandrina Trasporti a r.l. (SCAT) è nata nel settembre 2009 per la partecipazione alla gara indetta dalla Provincia di Alessandria per l'espletamento dei servizi di Trasporto Pubblico Locale ed è il risultato della trasformazione della precedente ATI (associazione temporanea di imprese).
La S.C.A.T. raggruppa le imprese: 
- Gruppo Torinese Trasporti S.p.A. (GTT)
- Marletti Autolinee S.r.l.
- Maestri Autoservizi S.a.s.
- Società Trasporti Automobilistici Casalesi S.r.l. (STAC)
- Società Autolinee Alto Monferrato Ovadese S.p.A. (SAAMO)
- Consorzio Intercomunale Trasporti (CIT)
- Russo Giuseppe Autoservizi
- Autolinee Val Borbera S.r.l.
- Autolinee Acquesi S.r.l.
- Arfea Aziende Riunite Filovie e Autolinee S.p.A.(ARFEA)
- Autolinee F.lli Mortara S.r.l.

L'erogazione del nuovo servizio è iniziata il 14 settembre 2010 con l'impiego di circa 200 mezzi per la copertura di circa 8.200.000 Km all'anno.